# Four à chaux
Pour l'ouvrage de la ligne Maginot du même nom situé à Lembach (Bas-Rhin), voir : Ouvrage du Four-à-Chaux

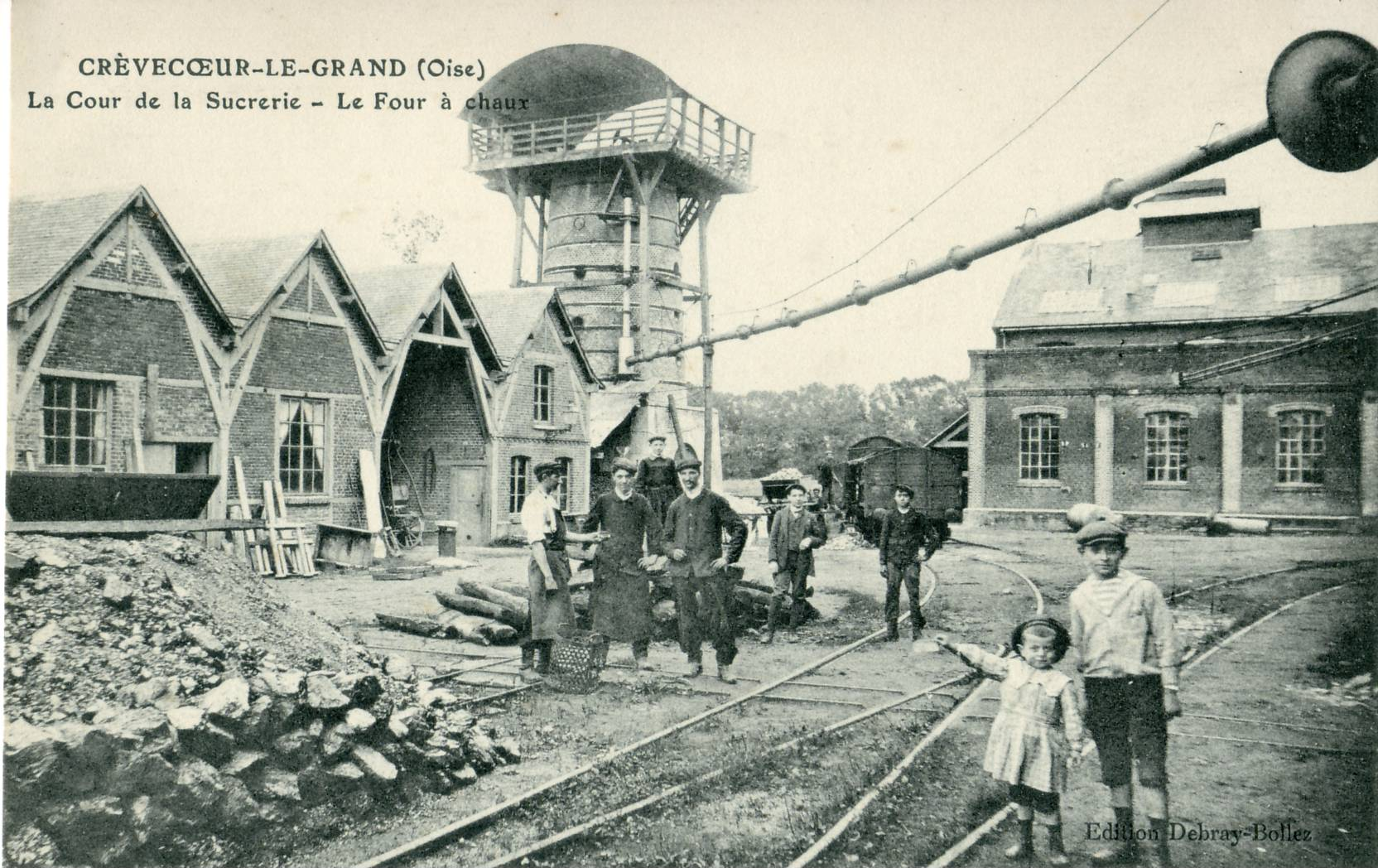
Le four à chaux de la sucrerie de Crèvecœur-le-Grand (Oise) au début du XXe siècle.

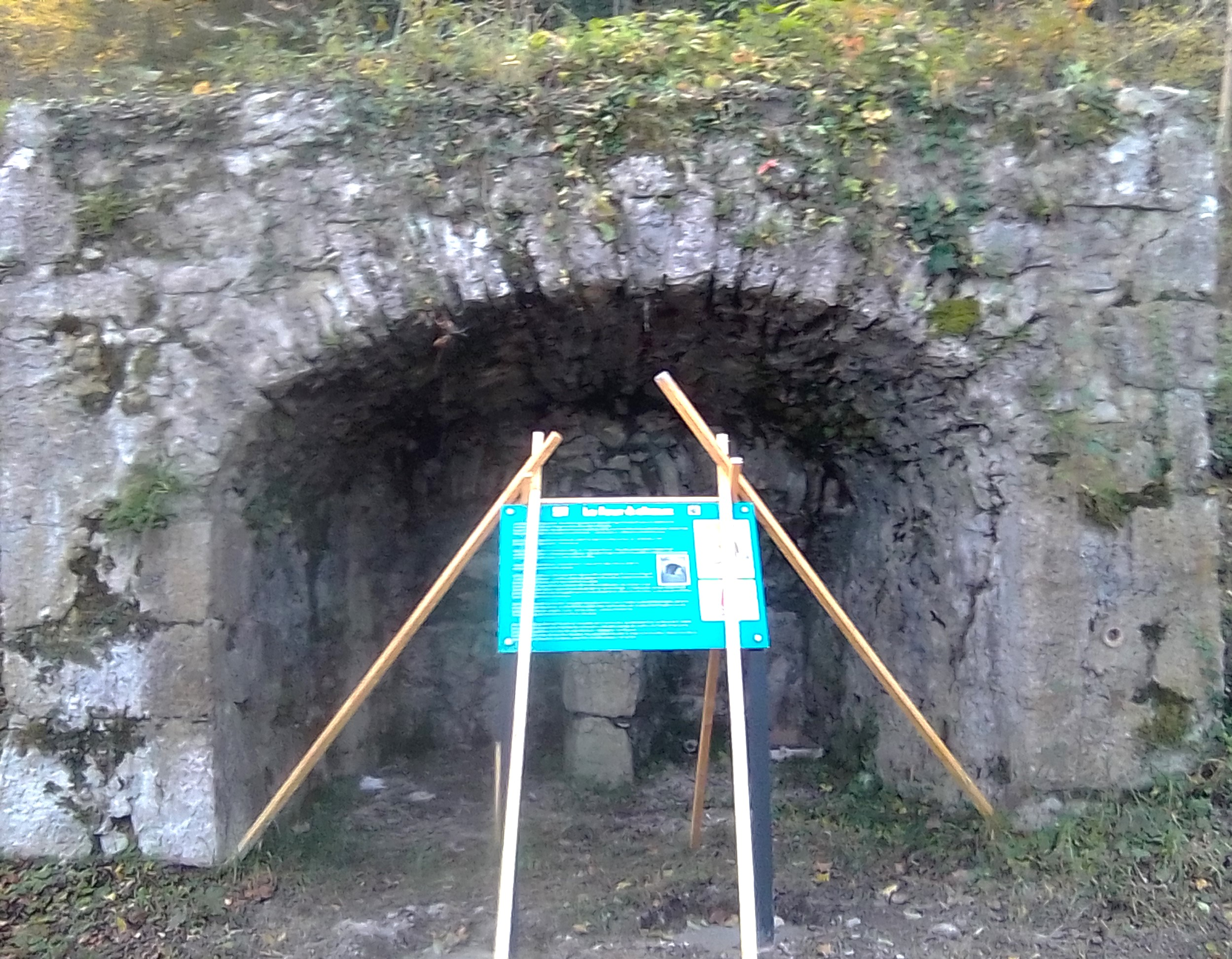
Four à chaux à Veurey-Voroize

Le four à chaux ou chaufour est une catégorie de four à calcination dans lequel on transforme le calcaire en chaux par calcination et accessoirement où l’on cuit la céramique. C'est généralement un ouvrage vertical fixe et ouvert par le haut, mais on trouve également des fours horizontaux et rotatifs.
La fabrication de la chaux constitue l'art du chaufournier.

## Principe
La chaux est obtenue par calcination d'une pierre calcaire à environ 900 °C, dans des fours à chaux, opération pendant laquelle du dioxyde de carbone (CO2) et de l'oxyde de calcium (CaO, aussi appelé « chaux vive ») sont produits. Cette dernière prend l'apparence de pierres pulvérulentes en surface.
L'opération suivante consiste à hydrater (« éteindre ») ces pierres par immersion dans l'eau. Cette réaction très exothermique transforme le CaO en hydroxyde de calcium (Ca(OH)2) et provoque la dislocation ainsi qu'un foisonnement. Le résultat est une pâte, qui prend le nom de « chaux éteinte ». La présence d'autres composés (argiles…) dans la pierre peut modifier la phase d'extinction, conduisant à produire différents types de chaux (voir chaux).
Cette matière, mêlée éventuellement à des agrégats, est utilisée dans le bâtiment pour la confection d'enduits et de mortiers.

## Combustibles
Au XIXe siècle, suivant les localités en France, on emploie pour combustible le bois de corde, le fagot, la bruyère, les houilles sèches, l'anthracite, les lignites et la tourbe et très rarement le charbon de bois. Le coke convient parfaitement à cette cuisson. 
La forme des fours varie avec la nature du combustible pour le bois et la bruyère qui brûlent avec une longue flamme, on construit en briques ou autres matériaux aussi réfractaires que possible de vastes chambres, tantôt prismatiques, tantôt cylindriques beaucoup plus hautes que larges, avec une ouverture plus ou moins étroite dans le bas, on les remplit de pierres réduites au volume du petit moellon et de telle sorte que la charge soit portée sur une ou deux petites voûtes construites à sec avec les matériaux de la fournée les plus convenables à cette construction. L'entrée de ces voûtes correspond à celle de l'ouverture ménagée dans le bas du four ; c'est le foyer où se brûle le combustible dont la flamme s'insinuant par les vides des petites voûtes, porte de proche en proche l'incandescence dans toutes les parties du chargement. Le temps qu'exige la cuisson varie selon la qualité du bois de 100 à 150 heures pour un four de  75 à 80 mètres cubes de capacité. C'est par le tassement de la charge arrivé de 1⁄6e à 1⁄5e de sa hauteur que les chaufourniers jugent la cuisson terminée. Chaque mètre cube de chaux exige en moyenne 1,66 stère de bois de corde essence chêne, 22 stères de fagots ordinaires et 30 stères de paquets de genêts ou bruyères. Ces chiffres, on le comprend, peuvent varier par une foule de circonstances dépendant de la qualité du bois, de la grosseur et de la densité de la pierre.

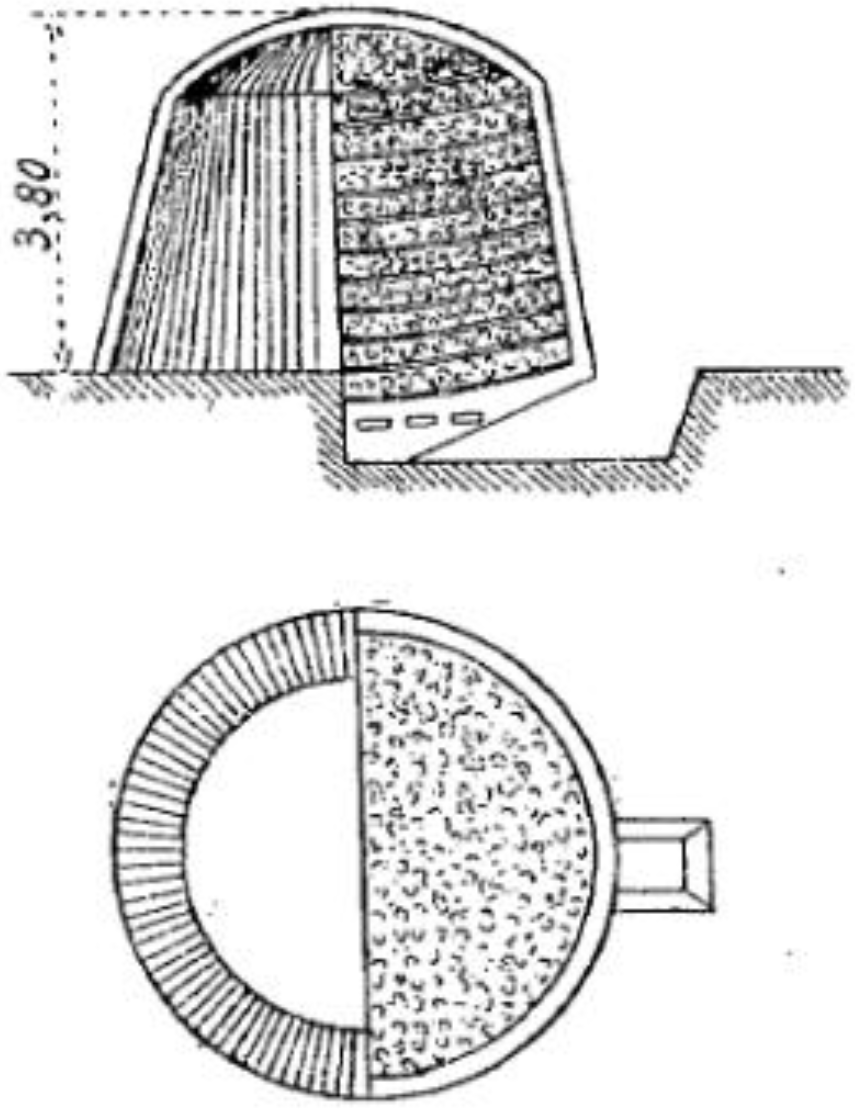
Four à chaux antique en meule, servant à la fabrication du ciment des aqueducs alimentant Lyon.

Avec les combustibles sans flamme tels que le coke, la houille sèche, et l'anthracite, la pierre réduite par le cassage à la grosseur du poing se cuit au contact même du combustible dans des fours de forme ovoïde ou de cône renversé, en entonnoir. Les chargements se font par assises alternatives de pierre et de charbon et par le haut au fur et à mesure que la pierre cuite est retirée par le bas. On brûle en moyenne un tiers de mètre cube de houille sèche ou d'anthracite par mètre cube de pierre. Avec le secours de la vapeur d'eau introduite dans l'air qui alimente la combustion, ces derniers combustibles jettent de longues flammes (gaz à l'eau) et peuvent être employés comme le bois.

## Fours antiques
L'archéologue Jean-Pierre Adam, sur base d’installations de chaufourniers observées dans les pays méditerranéens, qui sont restées assez semblables à celles de l'Antiquité, distingue trois procédés :
- la cuisson au four avec foyer à la base ;
- la cuisson au four par empilement ;
- la cuisson sur aire extérieure.

## Fonctionnement d'un four par empilement duXIXesiècle

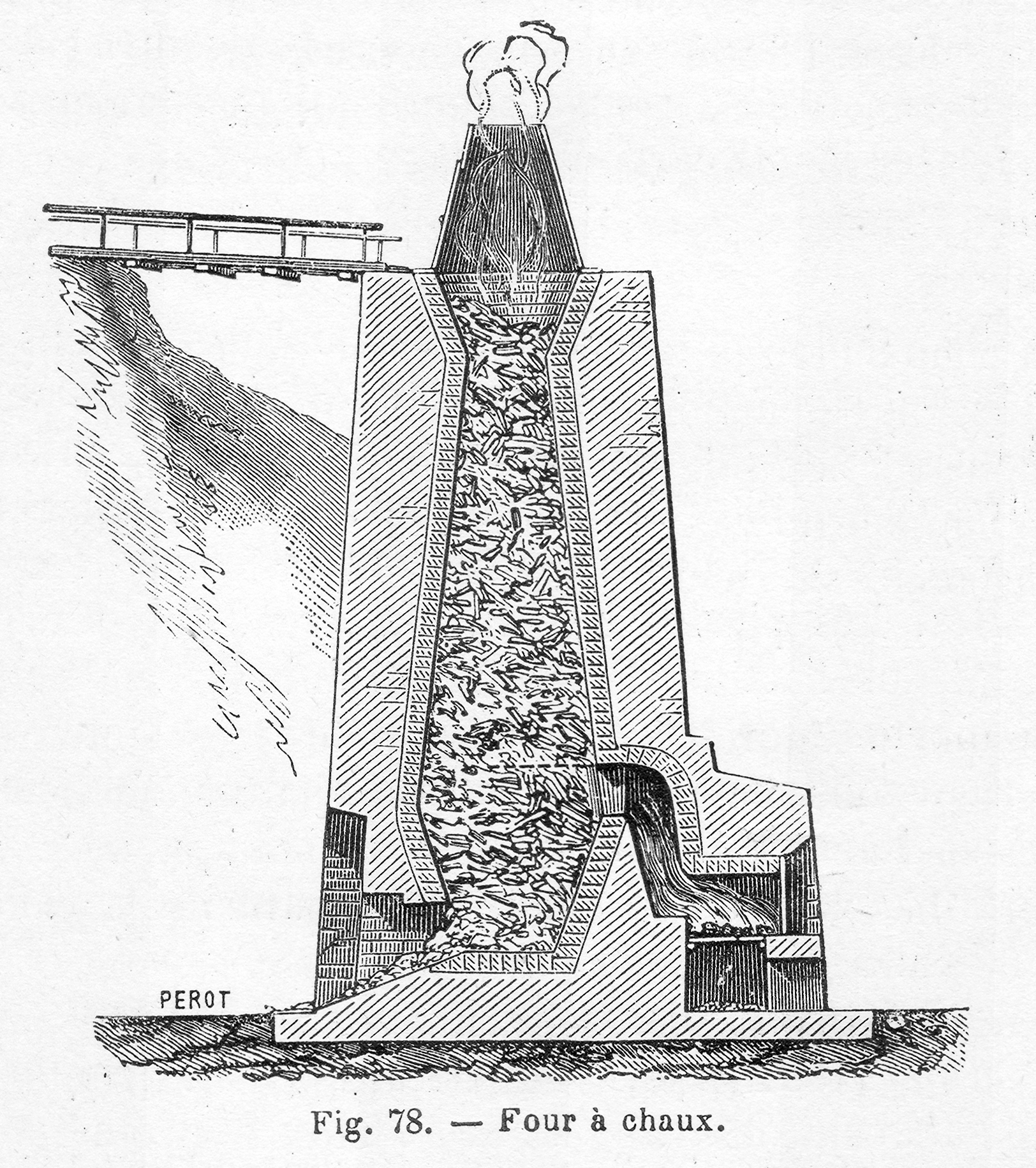
Représentation d'un four à chaux en 1906 (Leçons élémentaires de chimie de l'enseignement secondaire des jeunes filles).

Les fours à chaux étaient d'imposants fours, de forme cylindrique et avaient une large paroi intérieure le plus souvent revêtue de briques. Grâce à la pierre calcaire qui était réduite en petits morceaux, on pouvait réaliser de la chaux. Le four était alimenté par son ouverture située en haut (appelée le « gueulard ») dont une rampe permettait le plus souvent l'accès. Les chaufourniers alternaient les lits de pierre et de charbon pour le remplir au maximum, et du bois était apporté au pied du bâtiment pour assurer la mise à feu. Le chaufournier devait alors toujours maintenir une température entre 800 °C et 1 000 °C tout en gardant le four rempli au maximum en le réapprovisionnant en pierre calcaire et devait également entretenir le feu. Une fois la cuisson faite, la chaux était récupérée grâce à une ouverture basse du four appelée l'« ébraisoir ». La chaux vive était alors éteinte dans une fosse adjacente à l'aide d'une grande quantité d'eau, le plus souvent à l'aide de canalisations provenant d'une rivière voisine. La chaux éteinte était par la suite placée dans des barils avant d'être utilisée en maçonnerie.
Au cours du XIXe siècle, la chaux est également utilisée en agriculture pour chauler les terres, c'est-à-dire rétablir un pH neutre (autour de 7) de la terre qui a tendance à s'acidifier. Assez vite, à la fin du siècle, l'utilisation des fours à chaux à des fins agricoles périclitera avec l'apparition et le développement d’engrais chimiques. Dans l'ouest de la France, en Mayenne, cette activité, au plus fort de son expansion vers 1864, utilisait 240 fours au charbon et 3 000 ouvriers.

## Historique
Grâce aux fouilles archéologiques, la datation et les conditions de fonctionnement des fours à chaux gallo-romains, mérovingiens sont mieux connues.
Dans le nord de la France, le sol était si riche et productif que pour ne pas en priver l'agriculture, pour extraire la craie, dont celle qui alimentait les fours à chaux, au lieu de faire des carrières à ciel ouvert, des milliers de petites carrières dites « catiches » ou boves ont été creusés sous le sol.

### Fours à chaux en Belgique
En Région wallonne, on trouve de nombreux endroits où il est encore possible de voir différents types d'anciens fours à chaux. C'est notamment le cas dans les régions d'Antoing, de Chercq, d'Haccourt, de Jemelle, de Namêche, de Namur et de Tournai ainsi qu'à Theux en Province de Liège.

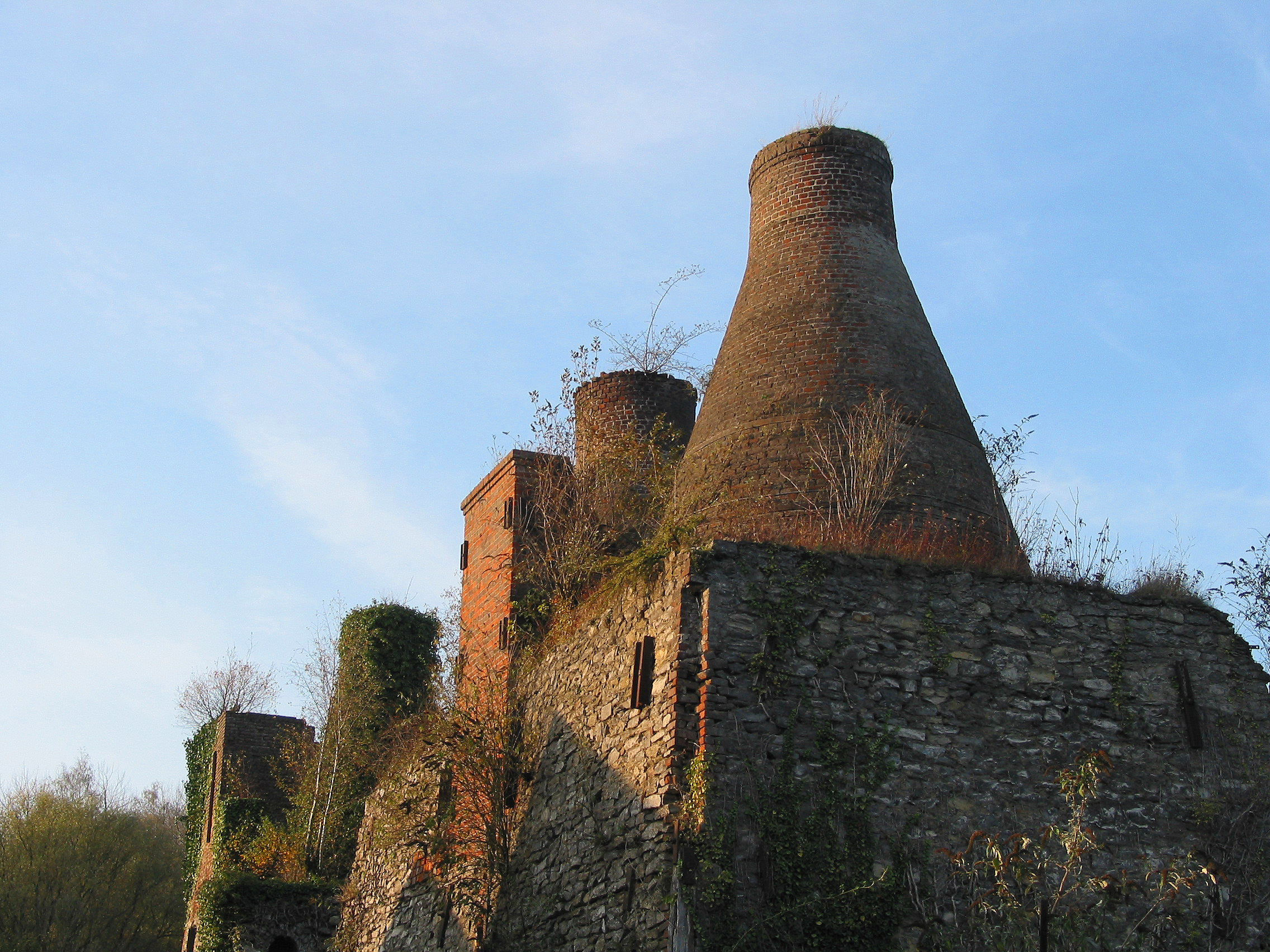
Fours à chaux du XIXe siècle à Antoing (Hainaut).
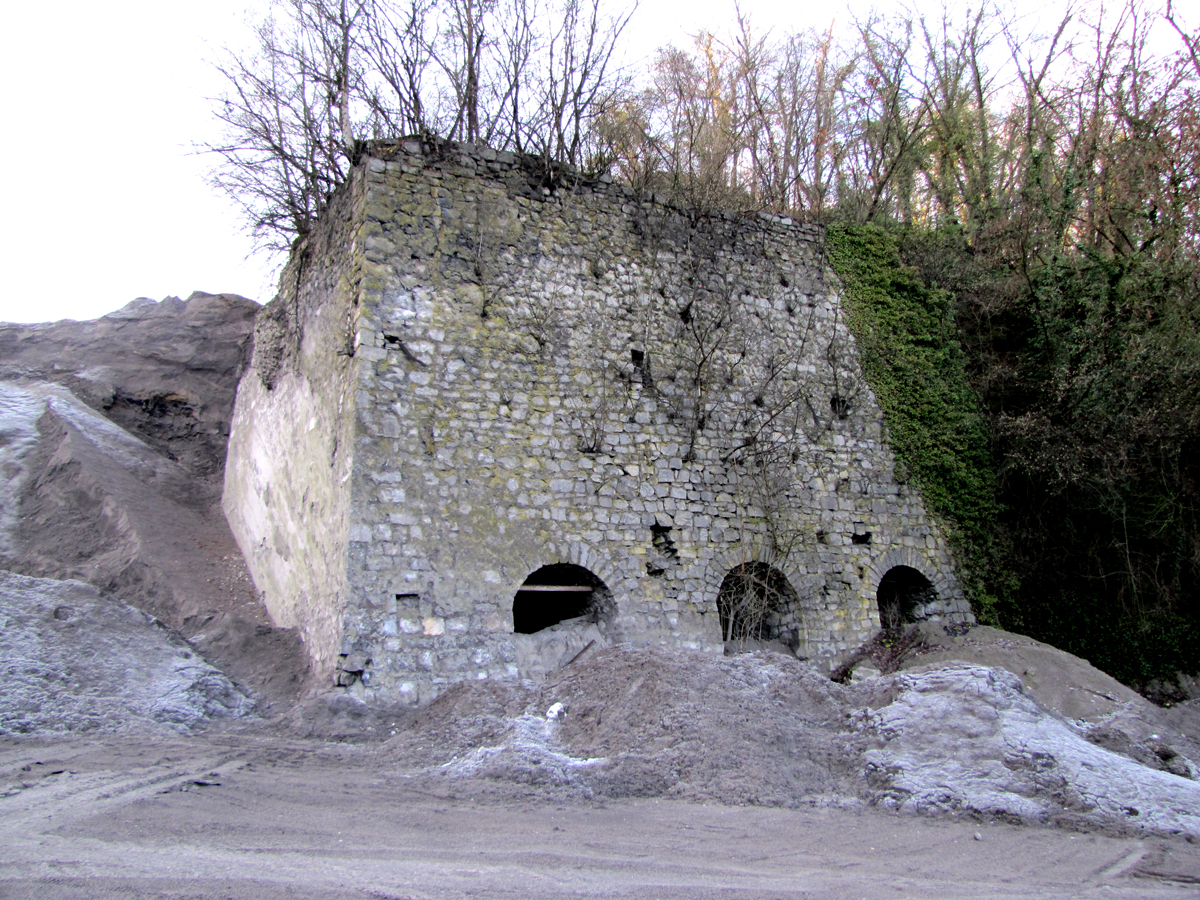
Anciens four à chaux d'Engihoul, Engis (Liège).
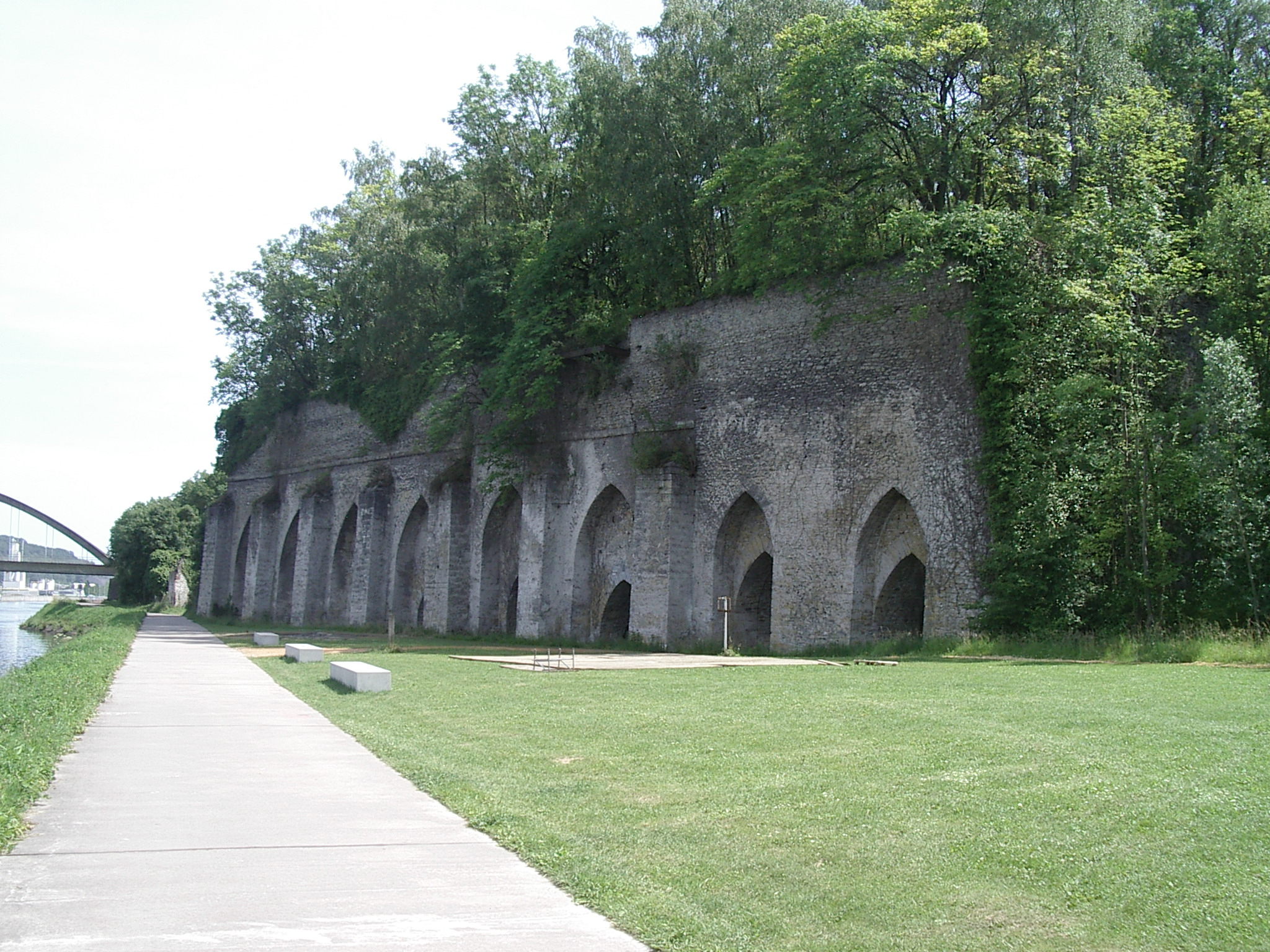
Fours à chaux de Chercq, Tournai (Hainaut).

### Fours à chaux en France
L'emplacement des anciens chaufours a été conservé dans des dizaines de toponymes à travers la France : Chaufour-lès-Bonnières, Chaufour-Notre-Dame, Le Fourneau, Forcalquier, Forcalqueiret, etc.

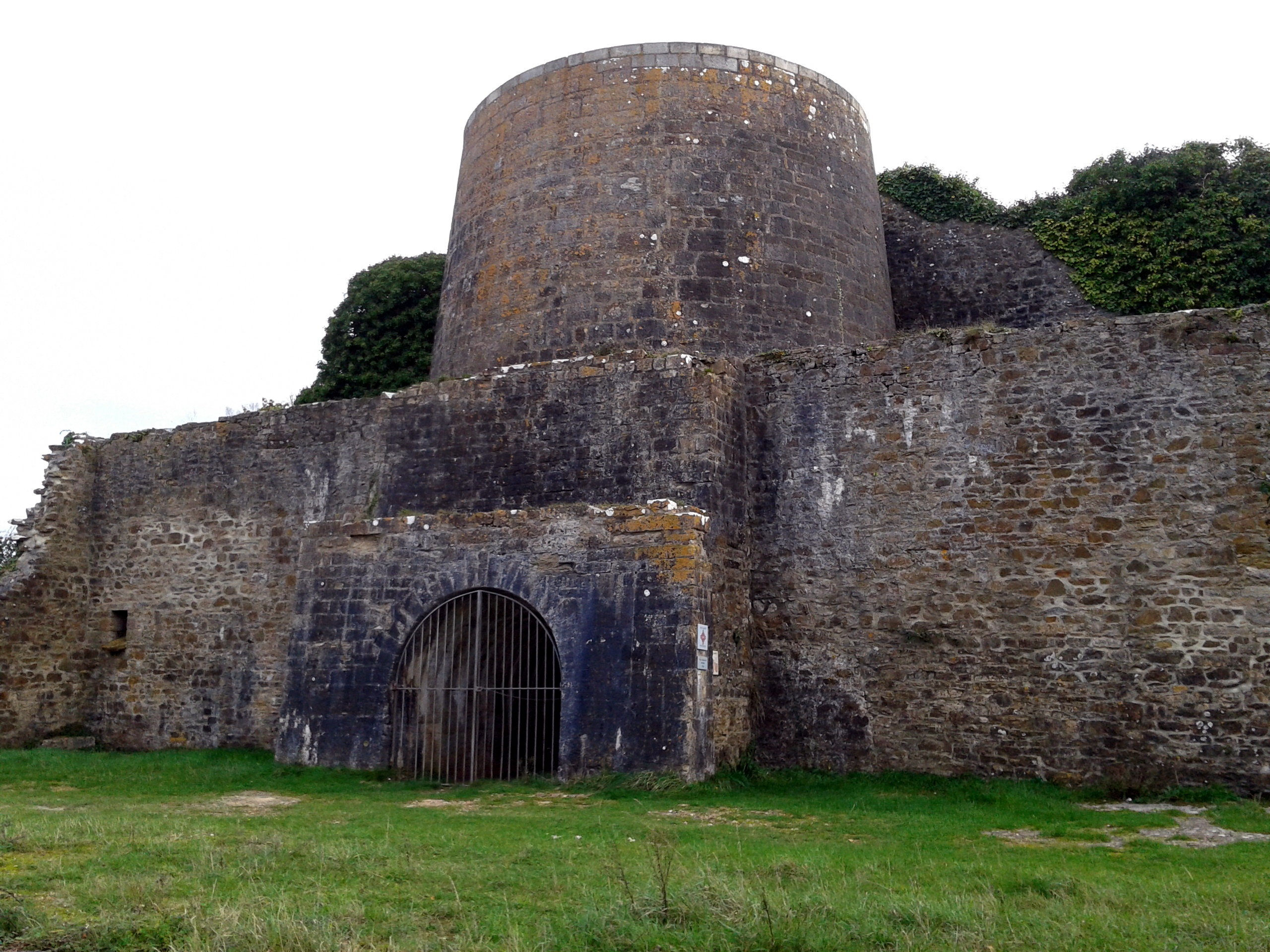
Four à chaux de Rozan, Crozon (Finistère).
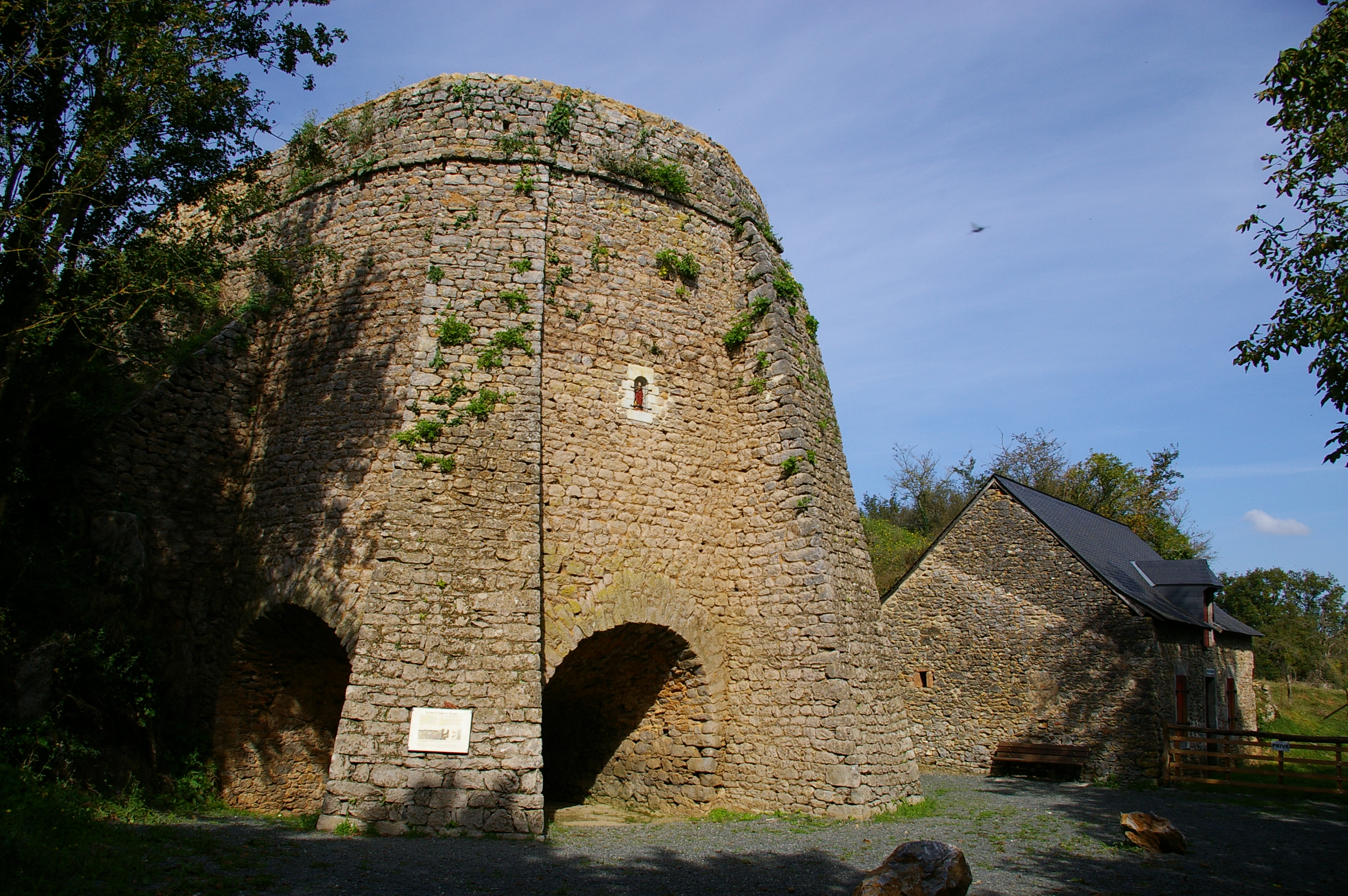
Four à chaux de Saulges (Mayenne).
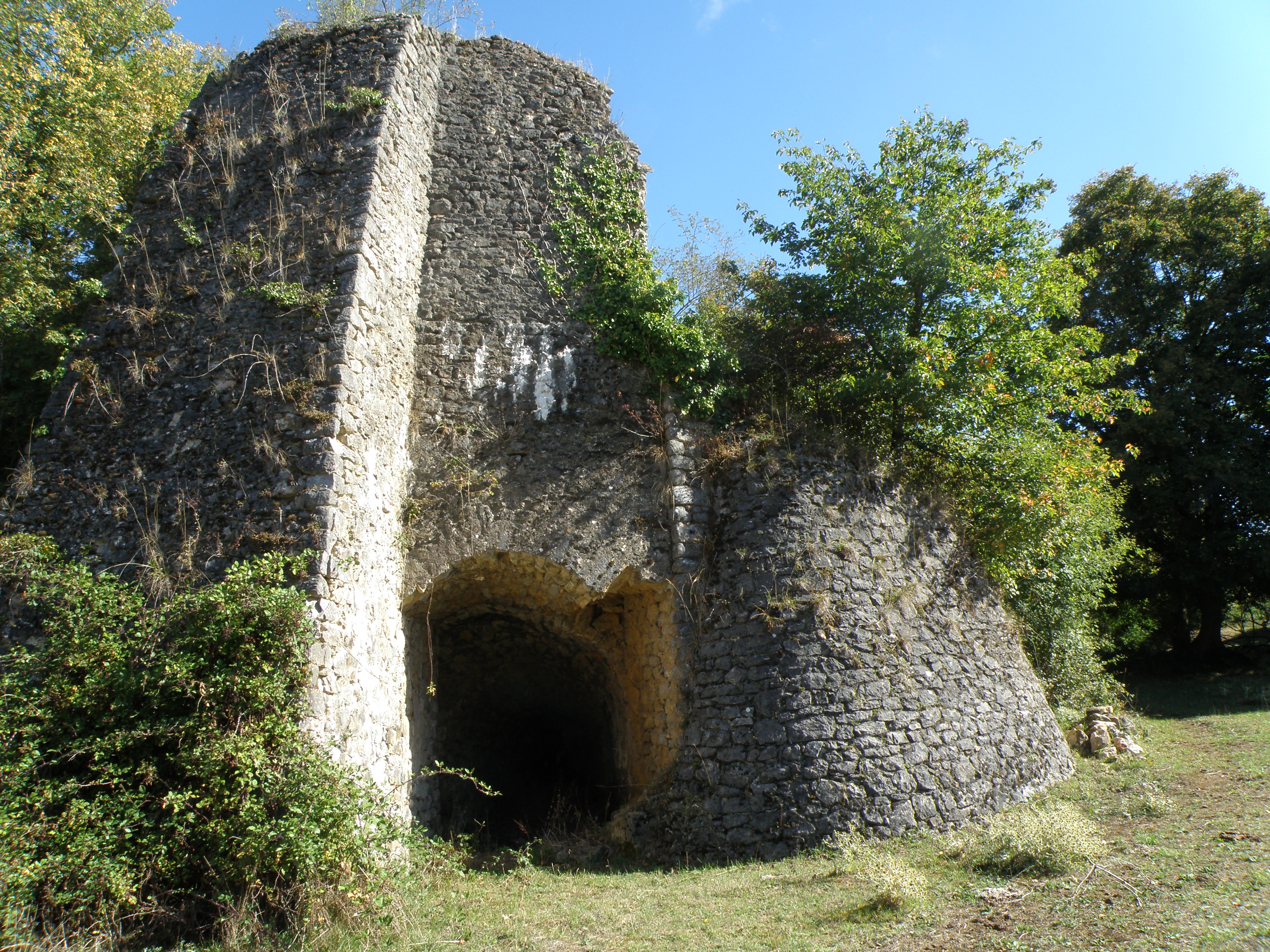
Four à chaux de la Fortinière, La Bazouge-de-Chemeré (Mayenne).
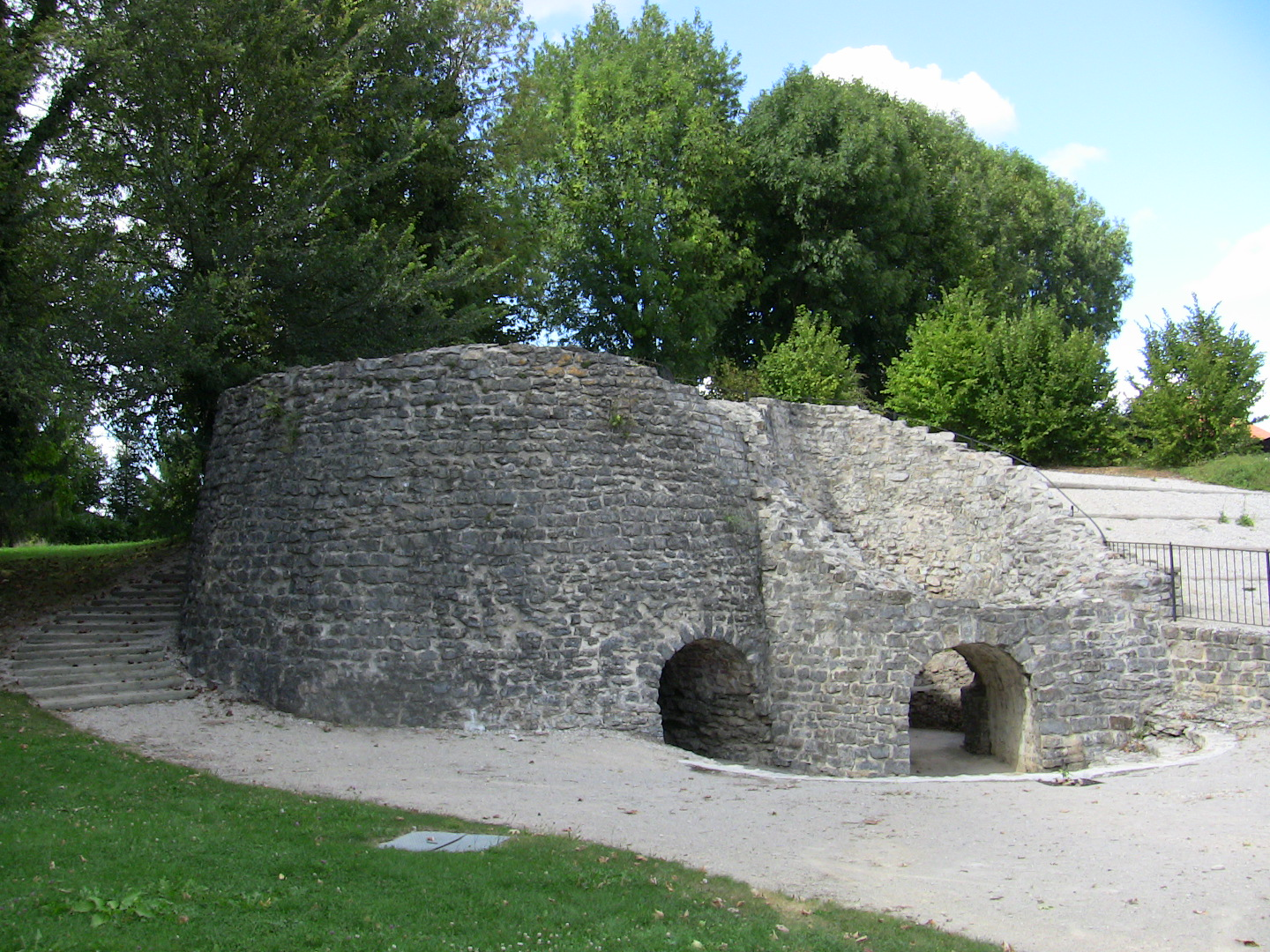
Fours à chaux de Besançon-Chalezeule (Doubs).
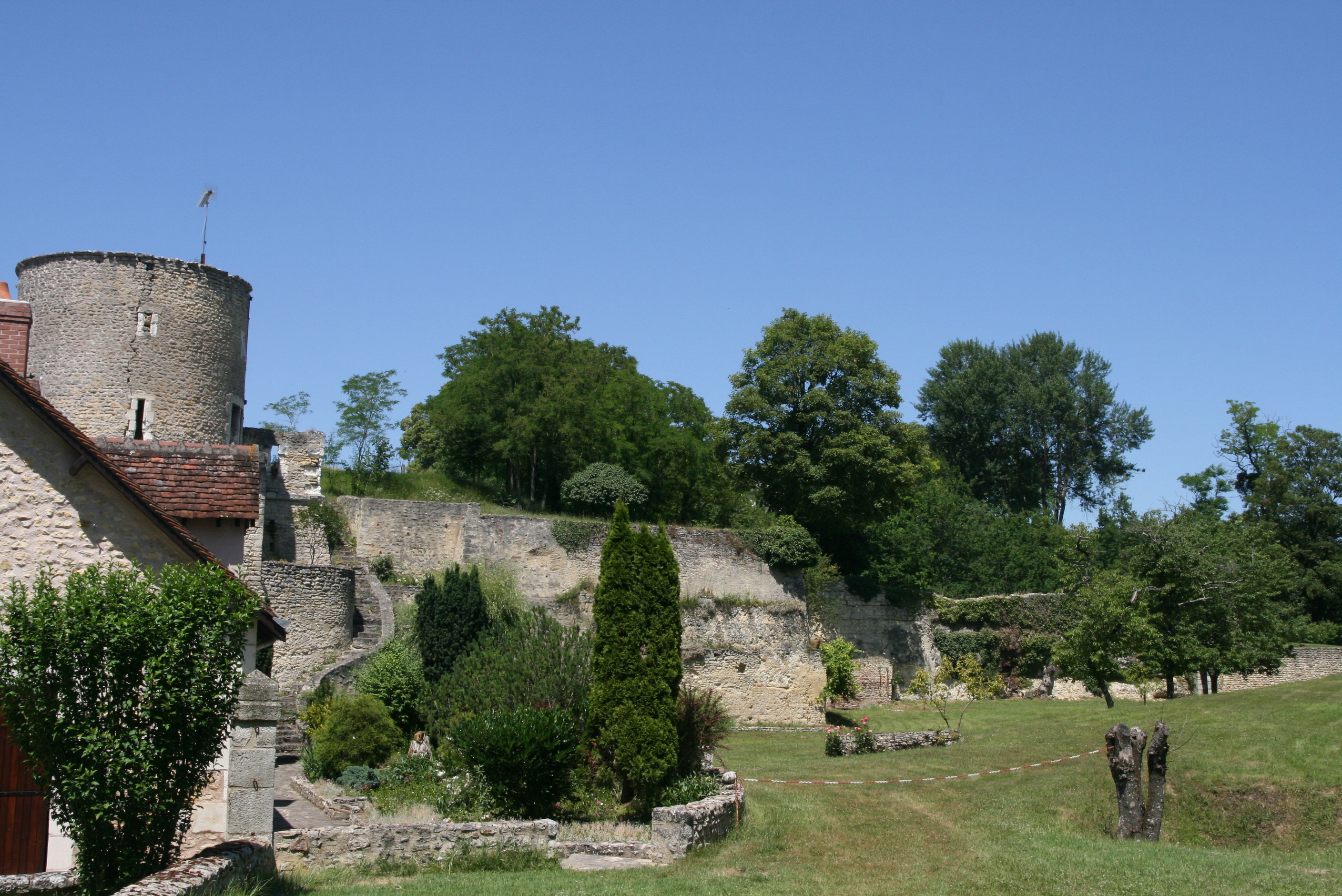
Four à chaux du XIXe siècle du gué de Coulangé, Villeloin-Coulangé (Indre-et-Loire).
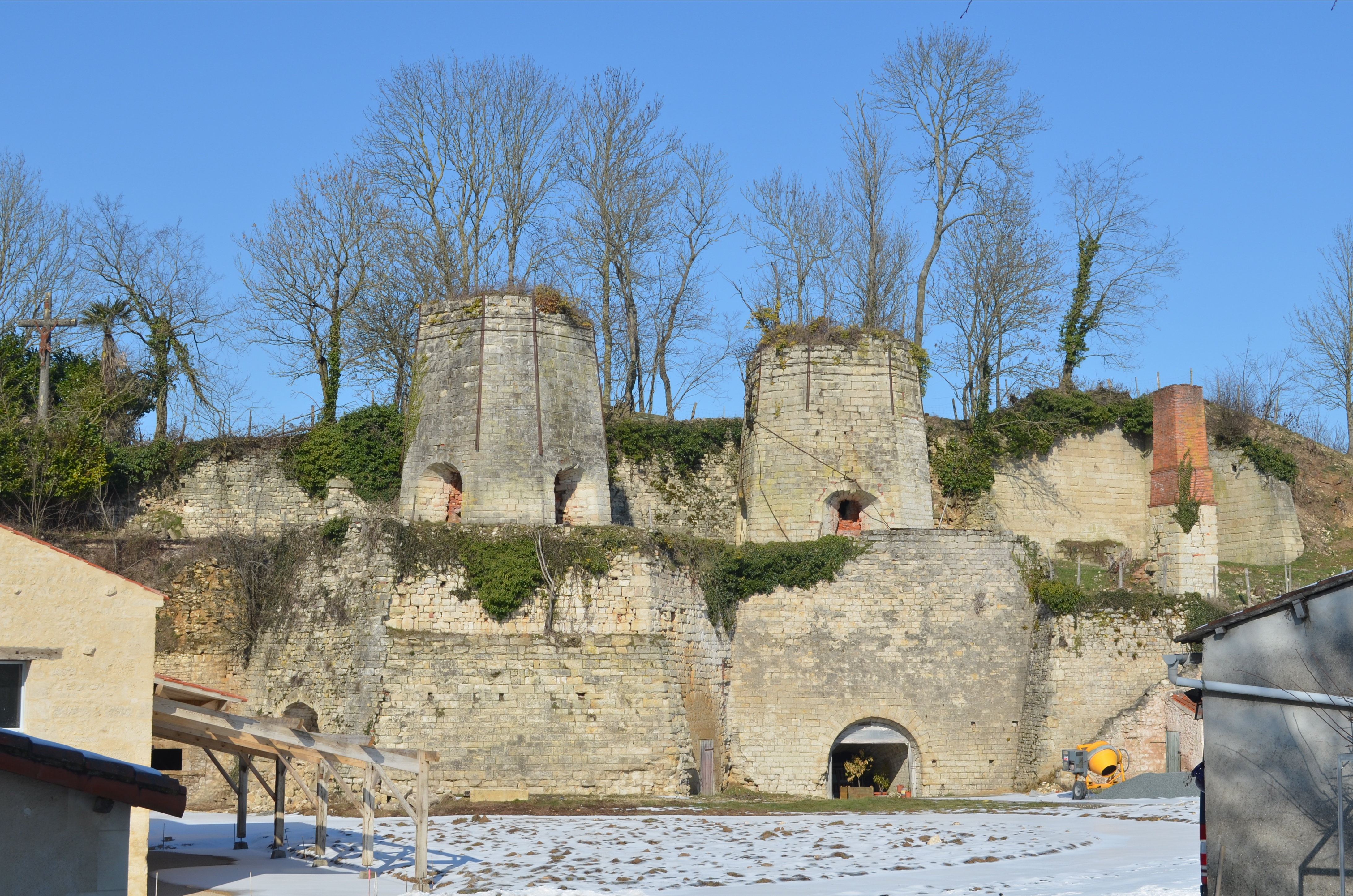
Fours à chaux de Payré, Foussais-Payré (Vendée).
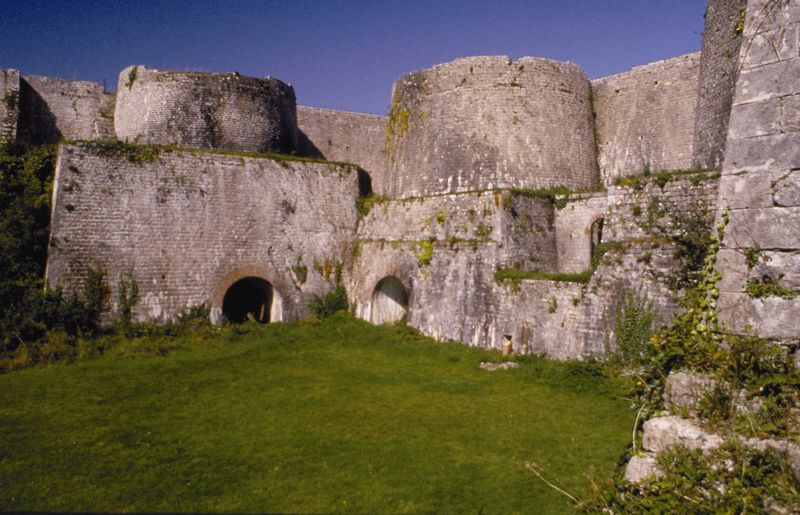
Fours à chaux du Rey à Regnéville-sur-Mer (Manche).
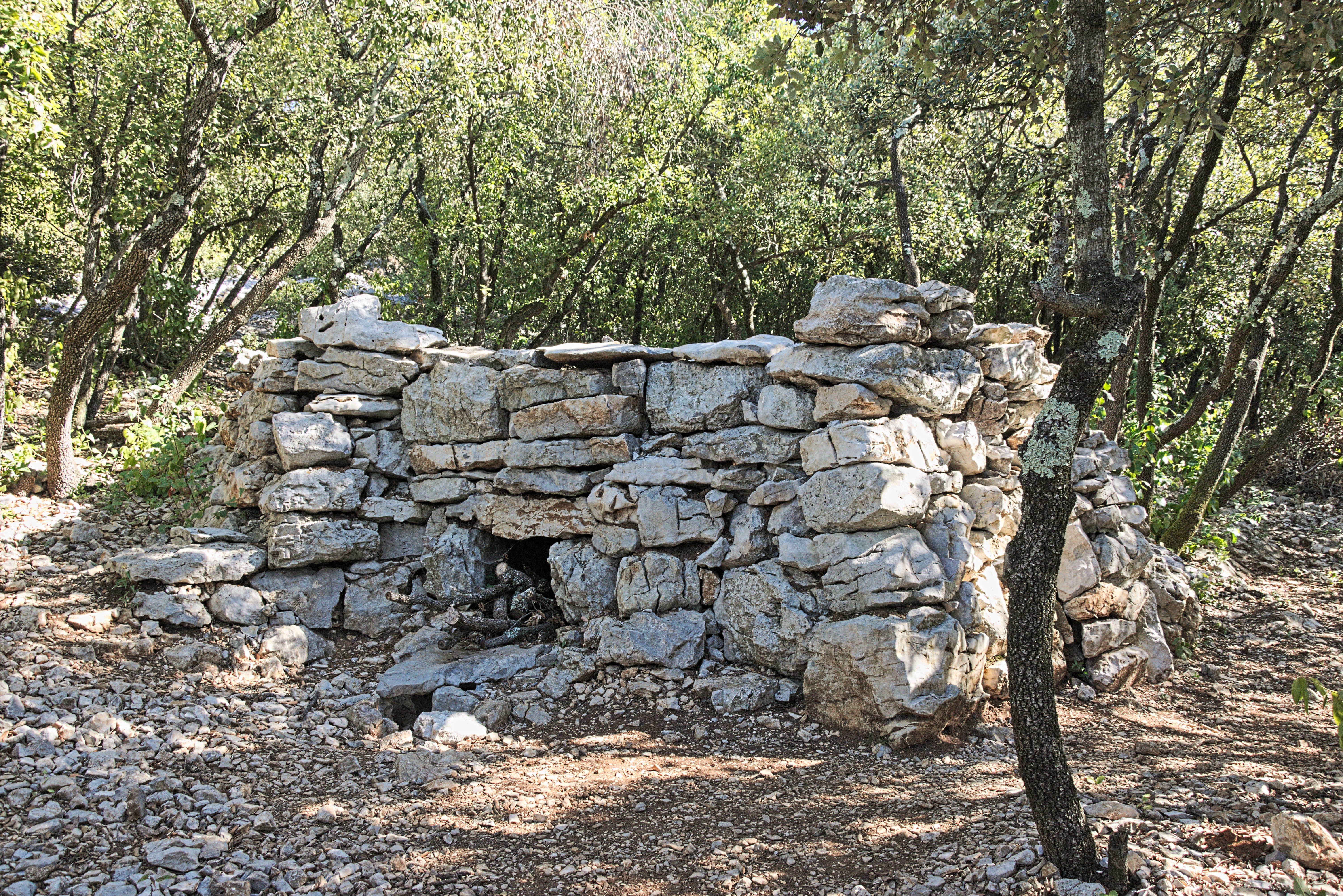
Four à chaux en pierres sèches à Sainte-Croix-de-Quintillargues (Hérault).
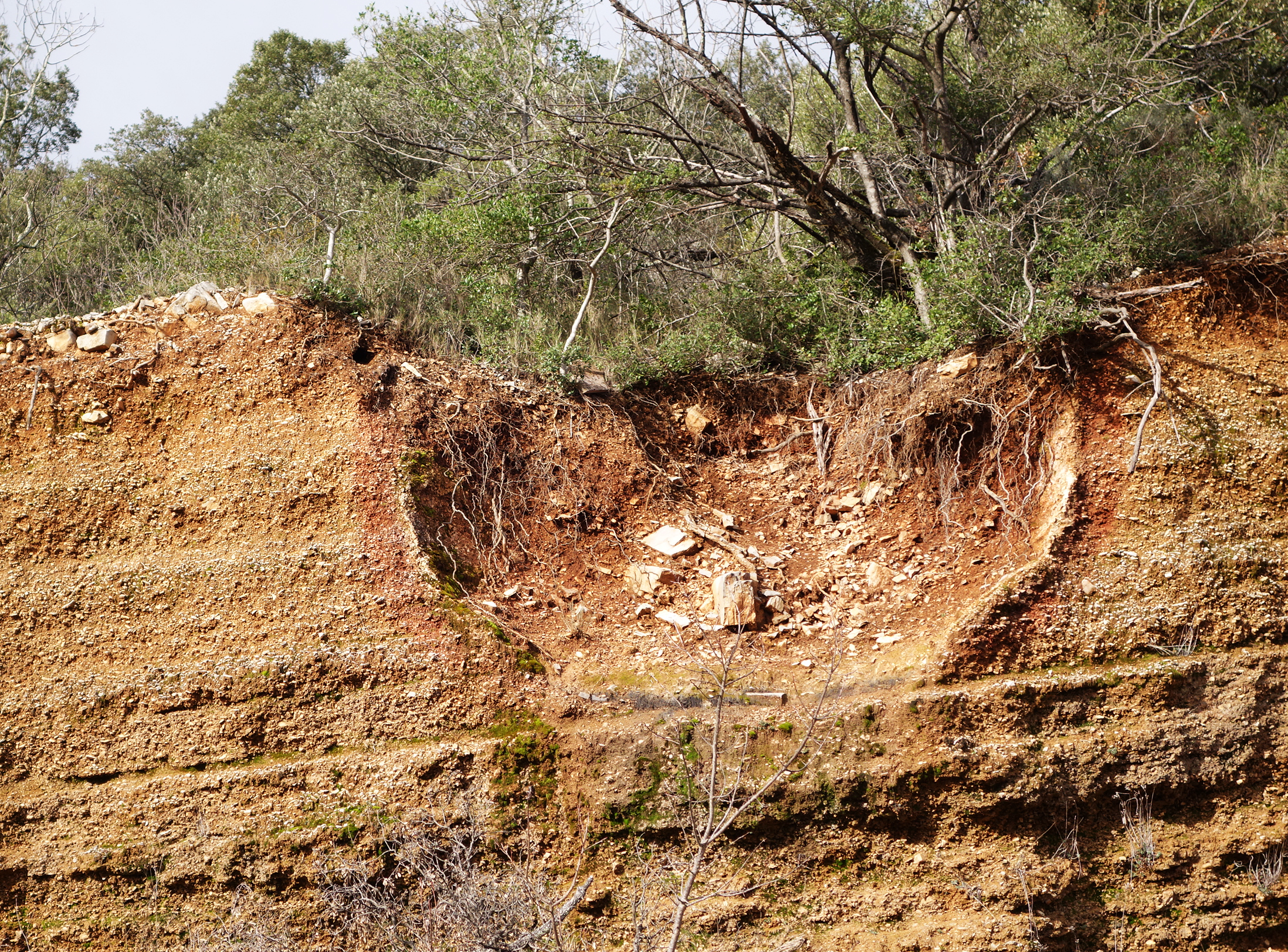
Fond d'un four à chaux artisanal dans une carrière de grèzes, Brissac (Hérault).

### Fours à chaux au Québec
Jadis, le Québec était parsemé de fours à chaux, aujourd'hui il en reste très peu, et ils sont majoritairement sur des terrains privés. Les régions détenant le plus de fours à chaux sont : Capitale-Nationale, Chaudière-Appalaches, Mauricie, Bas-Saint-Laurent, Côte-Nord et Lanaudière, bien que d'autres régions en aient.
Le premier fut construit par les Récollets, le 3 juin 1620, sur les terres de Louis Hébert, près de la rivière St- Charles a Québec.

### Fours à chaux en Espagne
Il existe des fours à chaux plus artisanaux qu'on trouve généralement dans les régions calcaires de pays méditerranéens, comme ceux de l'île de Majorque.

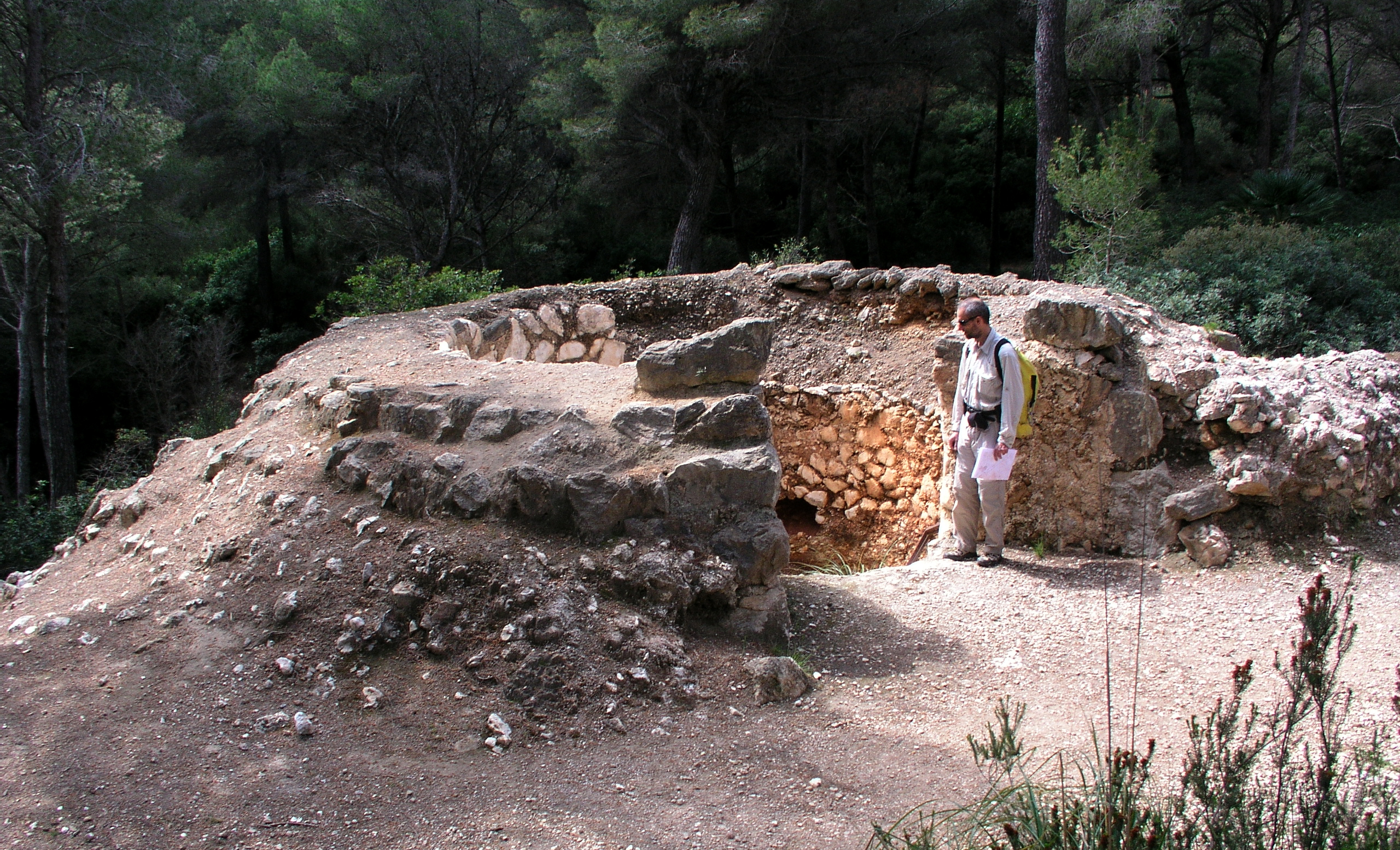
Four à chaux artisanal de Capdepera, Majorque, Baléares.
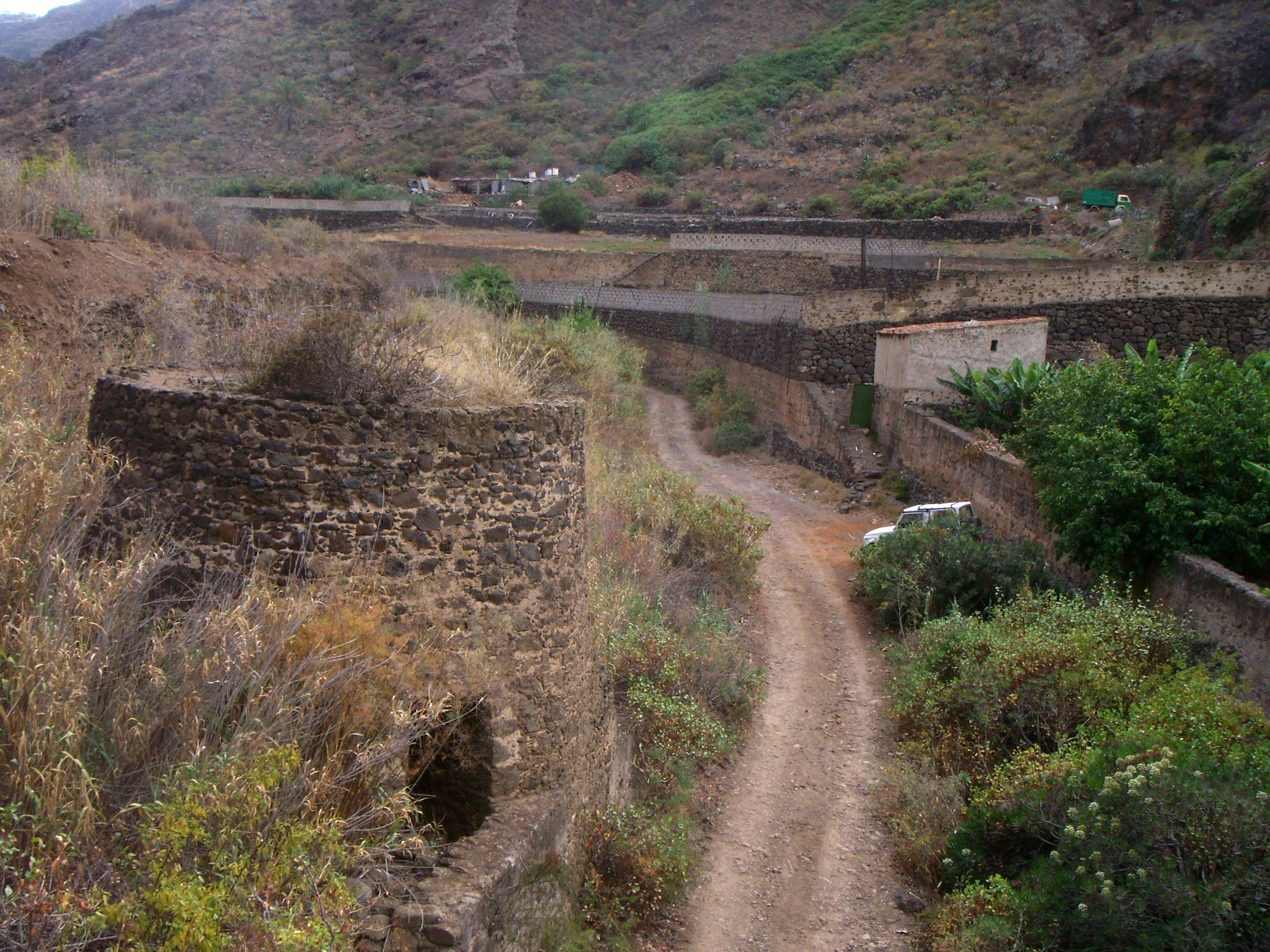
Ancien four à chaux dans le ravin d'Azuaje, Grande Canarie.
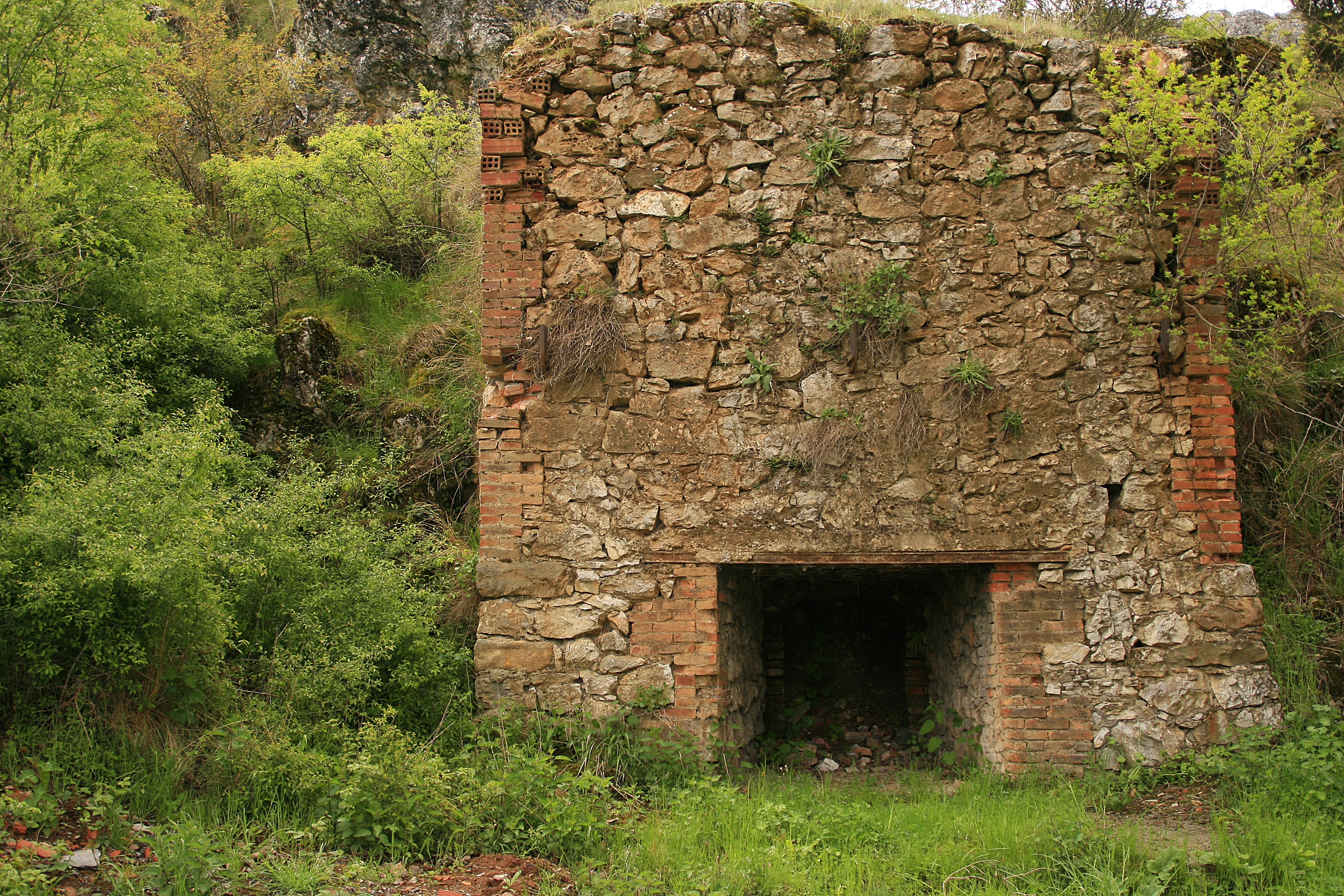
Four à chaux de Velilla del Río Carrión, Castille-et-León.

## Four à chaux modernes
Les fours à chaux n'ont pas disparu, mais ont suivi, comme toute industrie lourde, une course à la taille qui les a raréfiés. 
On en retrouve encore, destinés à l'alimentation de procédés industriels, dont notamment la sidérurgie.

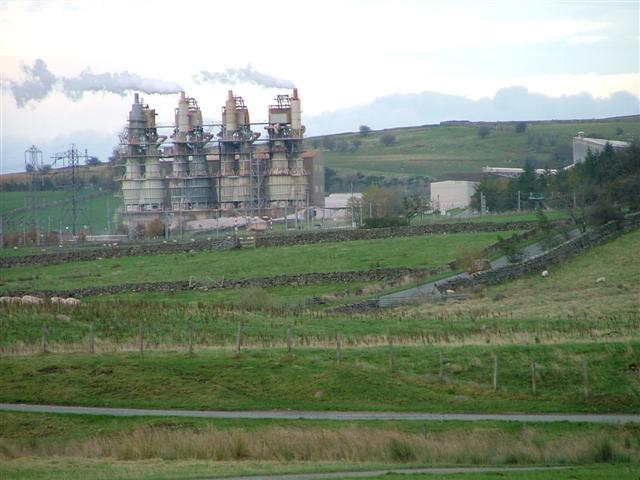
Fours à chaux destinés à l'alimentation de l'aciérie de Scunthorpe, Angleterre.

## Autres types de four à chaux

### Four annulaire
En 1858, Friedrich Hoffmann brevette un four annulaire destiné à la cuisson des briques et des tuiles. Très populaire et atteignant des dimensions considérables, ce four s'est avéré efficace dans l'opération de calcination. Le four Hoffmann est un anneau divisé en compartiments fixes, et le feu progresse d'un compartiment à l'autre. L'air entre en un point de l'anneau, parcourt les 2/3 de la circonférence en s'échauffant au contact des matières déjà grillées et réagit avec le compartiment chargé en combustible. Les fumées chaudes générées par la combustion continuent leur chemin, restituant leur chaleur aux compartiments suivants qui sont chargés en matière non grillée, avant de s'échapper par la cheminée centrale.
Pour la calcination des minerais carbonatés de fer et de zinc, le four Hoffmann permet une économie de combustible allant jusqu'à 50 % par rapport aux fours à cuve à combustible solide. Mais, plus optimisé pour la chauffe que pour l'oxydation, ce four est resté, en tant que four de grillage, assez marginal. Pour cet usage, quelques modifications mineures sont nécessaires car la décarbonatation du calcaire ou des minerais génère un tassement de la charge. Un vide se forme alors entre la voûte et la charge, et les gaz empruntent ce vide au lieu de circuler au sein de la charge. On crée donc des diaphragmes obstruant le tiers supérieur de la voûte, afin de contraindre les gaz à passer au travers de la charge.

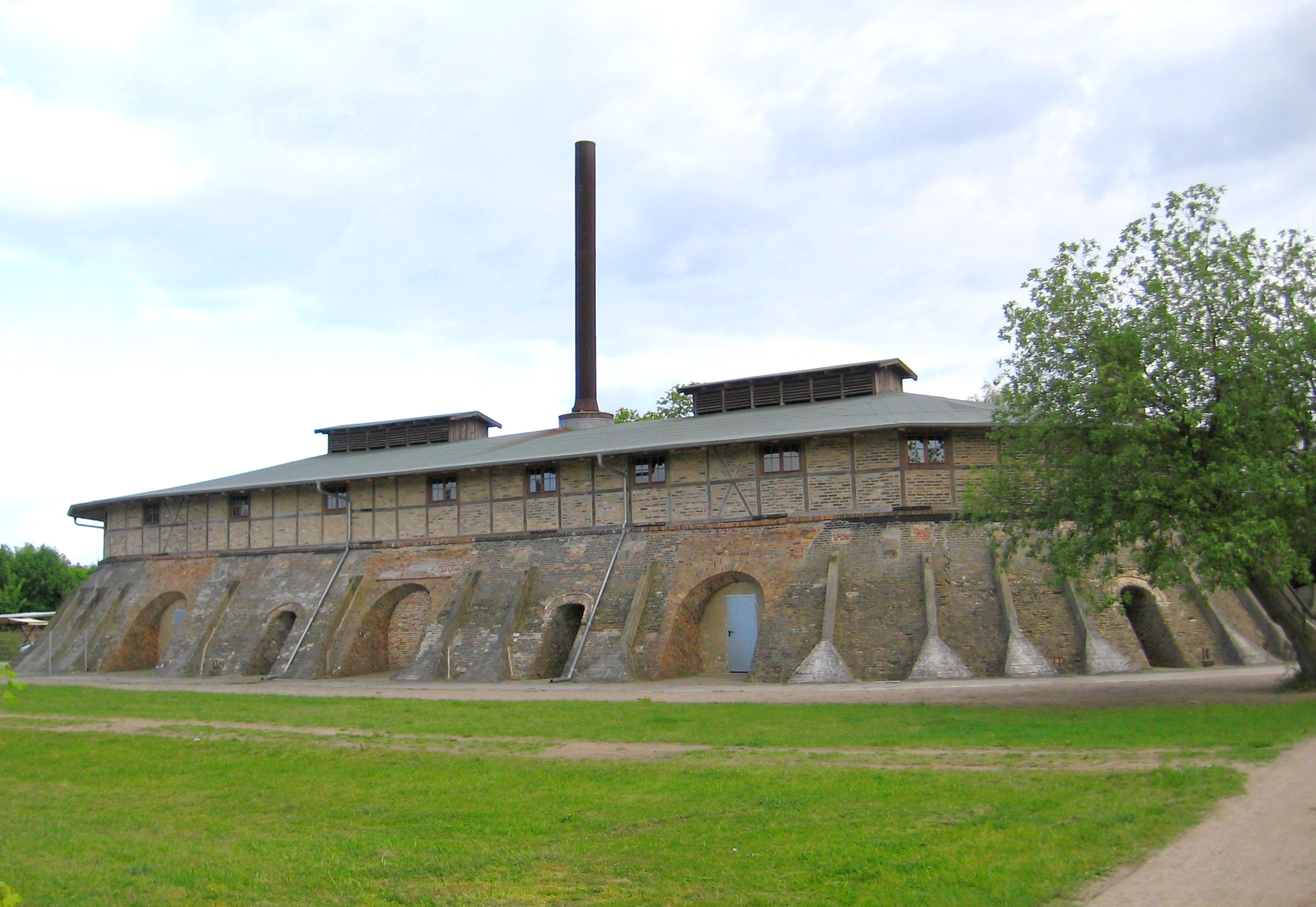
Grand four ovale de Hoffman, près de Zehdenick.
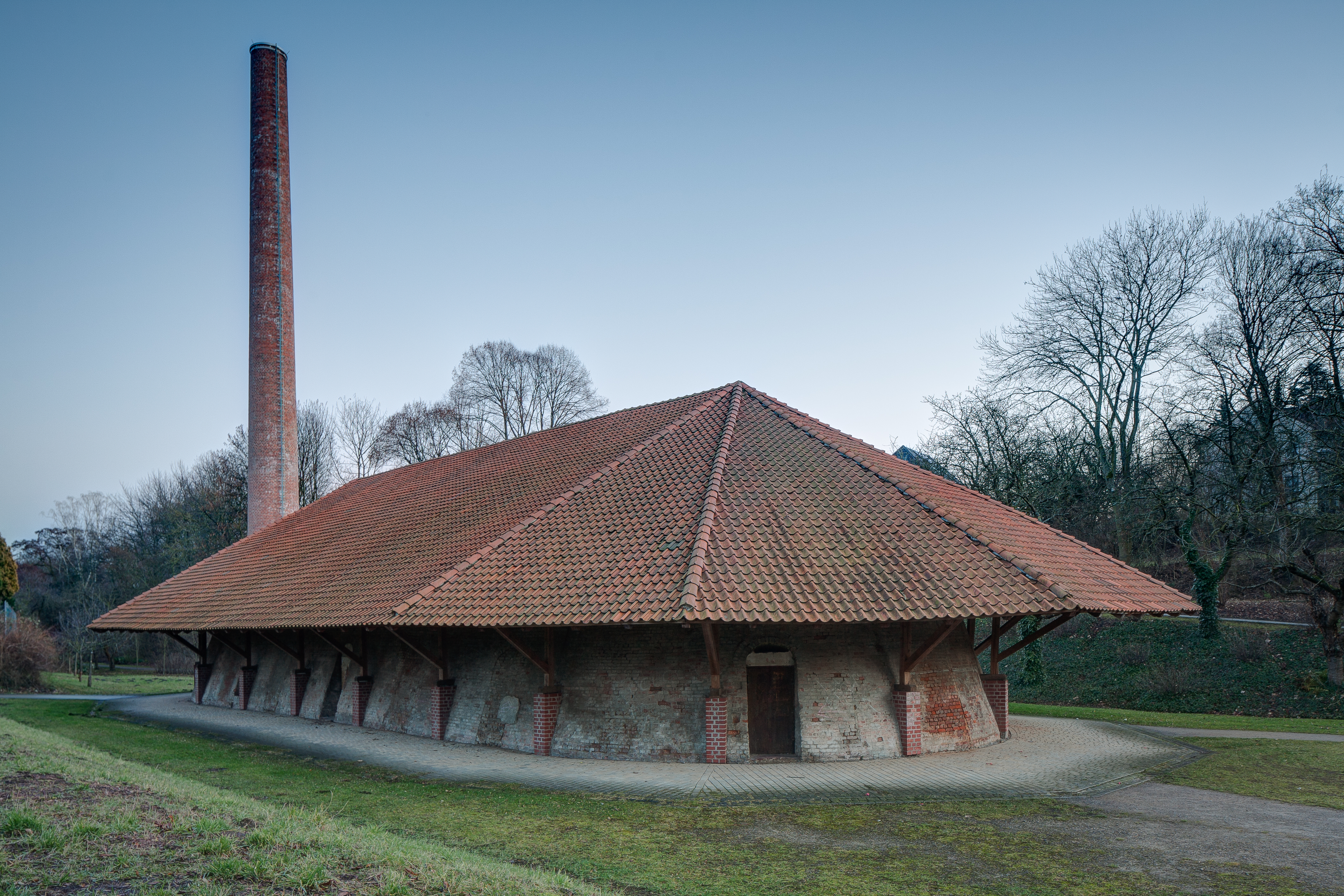
Four à chaux de Hoffman, conservé au parc Willy-Spahn (de), à Hanovre.
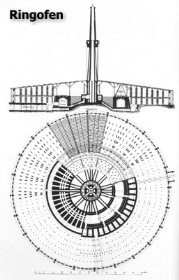
Plan simplifié d'un petit four circulaire de Hoffman.

### Four à tambour rotatif
Les fours à tambours rotatifs destinés à la calcination sont très proches de ceux utilisés en cimenterie : ils mesurent une centaine de mètres de long, font entre 4 et 6 mètres de diamètre et produisent environ 1 000 t de chaux par jour. Ils sont utilisés pour le calcaire d'une granulométrie plus fine que celui destiné au four à cuve : à l'usine à chaux de Flandersbach (de), les fours tambours calcinent le calcaire de 15 à 45 mm alors que les fours à cuves sont dédiés au calcaire entre 70 et 120 mm.
À cause de leur rendement thermique défavorable (pour la production de chaux, ils consomment 5 020 à 5 440 MJ/tonne contre 3 350 MJ/tonne pour un four à cuve), leur emploi ne se justifie que dans des cas très précis.

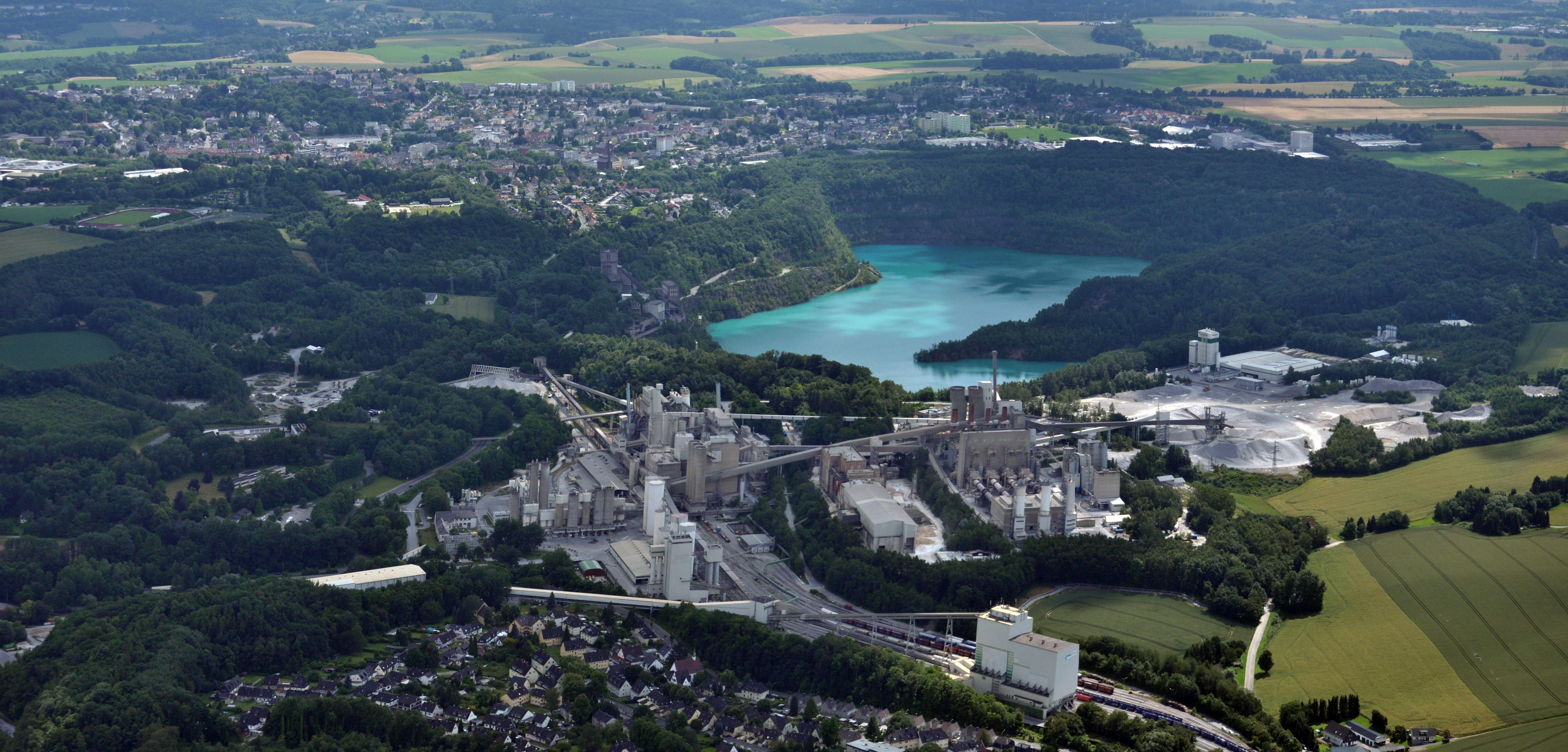
Les 4 fours rotatifs de l'usine à chaux de Flandersbach (de) (la plus grande usine de production de chaux d'Europe) sont clairement visibles sur cette photo aérienne[8].